# Liste der Ehrenbürger von Miltenberg
Die Ehrenbürgerwürde ist die höchste kommunale Auszeichnung der Stadt Miltenberg.
Ihre Verleihung erfolgt auf Beschluss des Stadtrates. Ehrenbürger erhalten anlässlich ihres Geburtstages und zum Jahreswechsel Glückwünsche der Stadt. Bei Ableben nimmt ein Vertreter des Stadtrats an der Beisetzung teil.
In Miltenberg wurden folgende Personen zu Ehrenbürgern ernannt.
Hinweis: Die Auflistung erfolgt chronologisch nach Datum der Zuerkennung. Sie ist vor 1917 und nach 1952 vermutlich nicht vollständig.

## Die Ehrenbürger der Stadt Miltenberg
1. Wilhelm Klingenstein (* 24. Mai 1833; † 27. Februar 1916)
Verleihung am 1. Juni 1911
Wilhelm (auch Wolf oder William) Klingenstein wurde als Tabakhändler und -importeur in London wohlhabend. Durch großzügige Spenden unterstützte und ermöglichte er zahlreiche Bauvorhaben in seiner Geburtsstadt Miltenberg – unter anderem den Bau der neuen Synagoge 1903–04.[1]
2. Andreas Lang (* 17. März 1857; † 26. Februar 1946)
Oberforstmeister
Verleihung am 3. Dezember 1917
Lang war Aufseher über den Staatswald/Stadtwald Miltenberg. Zudem war er Vorsitzender des Miltenberger Verschönerungsvereins. Er trieb die Erschließung der Region für den Fremdenverkehr voran.
3. Gustav Jacob (* 22. Februar 1854; † 11. Juni 1933)
Kommerzienrat
Verleihung am 3. Dezember 1917
Jacob war Inhaber der Firma Steingaesser & Co. Anlässlich des 100-jährigen Bestehens des Unternehmens wurde er zum Ehrenbürger ernannt. Dem Kommunalwesen diente er zudem als Mitglied des Gemeindekollegiums und des Magistratsrats.
4. Johann Jakob von Hauck (* 22. Dezember 1861; † 23. Januar 1943)
Erzbischof von Bamberg
Verleihung am 2. Mai 1921
Seine Geburtsstadt würdigte mit der Verleihung der Ehrenbürgerschaft Haucks Verdienste um die Diözese Würzburg, in der Miltenberg liegt.
5. Rupert Poiger (* 12. August 1858; † 16. Februar 1935)
Oberstudienrat i. R.
Verleihung am 1. Januar 1924
Poiger wurde anlässlich seines Ausscheidens aus dem aktiven Schuldienst zum Ehrenbürger ernannt. Er erwarb sich Verdienste um die Lateinschule, dem späteren Progymnasium mit Realschule, an deren Spitze er 25 Jahre stand sowie um das sonstige öffentliche Leben der Stadt.
6. Matthias Ehrenfried (* 3. August 1871; † 30. Mai 1948)
Bischof von Würzburg
Verleihung am 19. April 1927
Ehrenfried wurde für seine Verdienste bei der Errichtung des Bischöflichen Knabenseminars "Kilianeum" in Miltenberg geehrt.
7. Heinrich Zunken (* 11. März 1858; † 16. November 1952)
Sanitätsrat
Verleihung am 12. August 1929
Zunken wirkte 45 Jahre lang als Arzt am städtischen Krankenhaus.
8. Josef Meisenzahl (* 19. Oktober 1876; † 15. Oktober 1952)
Päpstlicher Hausprälat, Domkapitular
Verleihung am 5. Mai 1930
Mit der Verleihung wurde Meisenzahls Förderung der Belange der Stadt bei der Errichtung des Bischöflichen Knabenseminars gewürdigt.
9. Martin Vierengel (* 23. Februar 1869; † 18. Dezember 1960)
Oberlehrer i. R.
Verleihung am 30. Juli 1952
Vierengel war als Lehrer in Miltenberg tätig und war ein großer Förderer der Musik. Für seine Verdienste um das kulturelle Leben der Stadt wurde er zum Ehrenbürger ernannt.
10. Ludwig Frosch (* 22. April 1872; † 14. Juni 1956)
Stadtbaurat a. D.
Verleihung am 30. August 1952
Frosch wurde für seine Verdienste um die Ausgestaltung der Stadt sowie um die Gründung und den Ausbau der Michaelismesse ausgezeichnet.